# 12661 Schelling
12661 Schelling è un asteroide della fascia principale. Scoperto nel 1976, presenta un'orbita caratterizzata da un semiasse maggiore pari a 2,2887528 UA e da un'eccentricità di 0,1171791, inclinata di 4,86971° rispetto all'eclittica.